# Dissosteira
Dissosteira is een geslacht van sprinkhanen uit de familie Acrididae. De sprinkhanen uit deze familie komen vooral voor in Noord-Amerika.

## Soorten
- Dissosteira carolina (Linnaeus, 1758) – Road Duster
- Dissosteira longipennis (Thomas, 1872)
- Dissosteira pictipennis Bruner, 1905
- Dissosteira spurcata Saussure, 1884